# Quatro Casamentos e Um Funeral

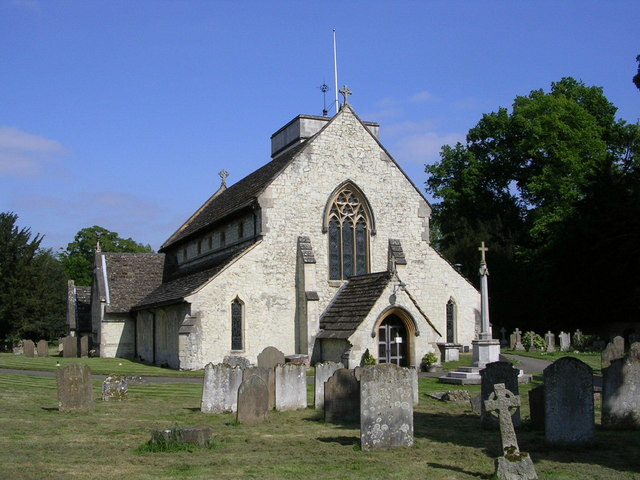
Igreja São Michel em Betchworth, local onde foi filmado o filme.

Quatro Casamentos e um Funeral (em inglês:  Four Weddings and a Funeral) é um filme britânico de 1994, do gênero comédia romântica, dirigido por Mike Newell.

## Sinopse
No casamento de um amigo, um rapaz que tem dificuldade em assumir relacionamentos conhece uma jovem estadunidense, por quem se apaixona. No entanto, a situação deles só se esclarece três casamentos e um funeral depois.

## Elenco
- Hugh Grant .... Charles
- Andie MacDowell .... Carrie
- James Fleet .... Tom
- Simon Callow .... Gareth
- John Hannah .... Matthew
- Kristin Scott Thomas .... Fiona
- David Bower ... David
- Charlotte Coleman .... Scarlett
- Timothy Walker .... Angus
- Sara Crowe .... Laura
- Ronald Herdman .... Vicar
- Elspet Gray .... mãe de Laura
- Philip Voss .... pai de Laura
- Rowan Atkinson .... padre Gerald

## Principais prêmios e indicações
Oscar 1995 (EUA)
- Indicado nas categorias de melhor filme e melhor roteiro original.

BAFTA (Reino Unido)
- Venceu nas categorias de melhor ator (Hugh Grant), melhor filme, melhor atriz coadjuvante (Kristin Scott Thomas) e melhor direção.
- Indicado nas categorias de melhor ator coadjuvante (Simon Callow e John Hannah), melhor atriz coadjuvante (Charlotte Coleman ), melhor figurino, melhor montagem, melhor roteiro original e melhor música.

Prêmio César 1995 (França)
- Venceu na cateoria de melhor filme estrangeiro.

Globo de Ouro 1995 (EUA)
- Venceu na categoria de melhor ator - comédia / musical (Hugh Grant).
- Indicado na categoria de melhor filme - comédia / musical, melhor atriz (Andie MacDowell) e melhor roteiro de cinema.